# 交代變質作用
交代變質作用（英語：Metasomatic process）是一種地質變質作用，由熱液和其他流體對岩石的礦物改變。 它是用不同的礦物和化學成分來取代原來的岩石中的礦物， 這種變質的熱液是經過溶解原礦物，在它們的位置上同時沉積新礦物。此種溶解和沈積同時發生的化學反應，使岩石在變質作用中一直保持固態。交代變質的熱液可來自兩種來源，源自於岩漿活動或由變質過程所造成的液體。metasomatose 是交代變質的同義詞。

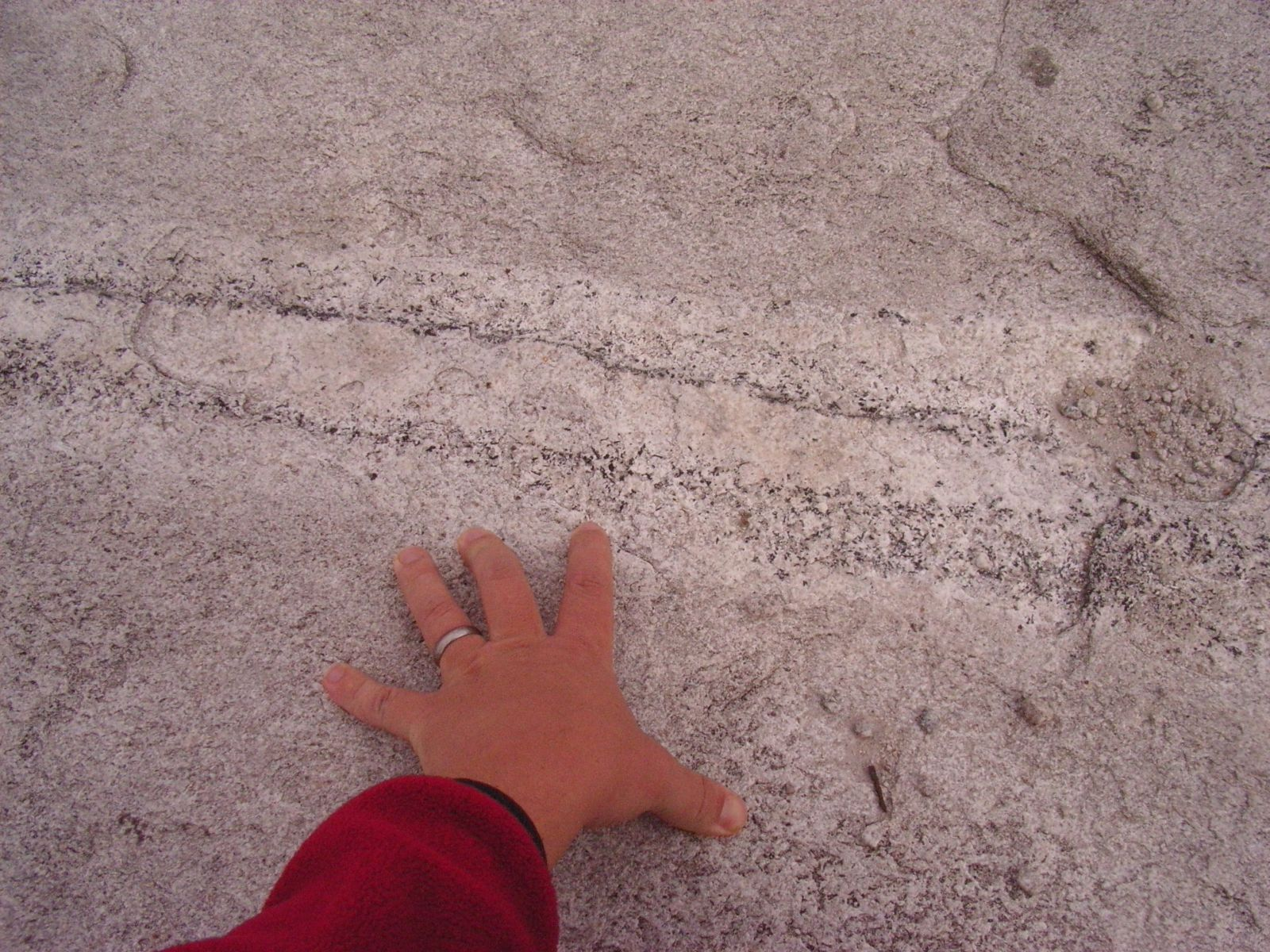
花崗岩經過交代變質產生的鈉長石，角閃石，電氣石，地點：Stone Mountain，Atlanta

在火成岩環境中，一個侵入岩體的接觸變質環帶中的角岩，常產生矽卡岩、和雲英岩。在變質環境中，交代變質是一種質量傳遞（传质），通過熱液充當溶劑，將高應力和高溫度的岩石，變質到低應力和低溫度的岩石。例如，當具有含水礦物的岩石進入地殼深部時，其含水礦物會分解脫水，溢出流體可溶解其它在場礦物，然後上到淺層地殼，改變附近岩石。
交代變質是一種開放系統的作用，與經典變質作用不同，經典變質作用只是改變岩石的礦物組成，而岩石的化學性質沒有明顯變化。因為變質作用通常需要水來促進變質反應，所以變質作用常見有交代變質。
此外，由於交代變質是一種傳質過程，它不限於對岩石添加化學元素和礦物質或含水化合物。 因爲在熱液的來源処，一些其他岩石也被改變。 例如金礦床，造成金礦床的流體，是源自許多立方千米的地殼脫水而出，在剪切帶和礦脈包中，濃縮成薄而高度交代變質的金礦床。相比之下，源區的化學影響程度不大，但兩者都必須經歷互補的交代變質。
交代變質作用在地幔中更為複雜，橄欖岩在高溫下，可以通過碳酸鹽和矽酸鹽熔體的滲透以及富含二氧化碳和富含水的流體的滲透而改變其成分。 在俯衝帶，水在下沉的海洋岩石圈中會被趕出。所以交代變質作用被認是改變島弧下地幔橄欖岩的組成的重要因素。 在源區交代變質作用也能富集一些二氧化矽不飽和的岩漿。 碳酸岩熔體通常被認為是在地幔橄欖岩中，能富集不相容元素的原因。

## 交代變質作用的類型
交代變質作用極其多樣。在普遍的輕度變質，其變質僅限於顏色白化、或云母礦物結晶度的變化。 在這種情況下，交代變質作用的鑒定需要對岩石的礦物組合進行顯微鏡調查，例如礦物的增長、原岩中礦物組成的變化等。 在某些情況下，交代變質可從地球化學來證實。這通常是分析可移動的可溶元素，例如分析鋇、鍶、銣、鈣和一些稀土元素。然而有時必要將樣本與未改變的樣本進行比較。 
當增加交代變質作用時，其指標礦物如下： 
1. 在剪切帶中，全岩的礦物被綠泥石或云母置換。
2. 在花崗岩侵入體相鄰的石灰岩、泥灰岩和帶狀鐵地層等中，矽卡岩和矽卡岩岩石類型。
3. 花崗岩邊緣和顶塔岩中具有雲英岩。
4. 蛇綠岩中的典型羅丁岩（Rodingite)，特別是它們具有蛇紋石化鎂鐵質岩脈，含有鈣長石榴石、鈣輝石、維蘇岩、綠簾石和方柱石。
5. 霓长岩（Fenite），是一種交代變質的變體，與強鹼性或碳酸鹽岩漿有關，具有鈉輝石或閃石以及通常不常見的礦物（例如，chevkinite 或 columbite），含有通常不相容（不容易融入晶格）的元素，例如鈮和鋯 。鈉長岩，被鈉長石替代的斜長石（鈉長石化）[3][4]。

地幔橄欖岩中的交代變質作用分兩種：隱性的交代變質，僅在礦物顆粒周邊發生變化，而橄欖岩礦物本身看起來沒有變化。在標準交代變質交代作用中，有新的礦物形成。 上升的熔體與周圍的橄欖岩相互作用，導致熔體和橄欖岩的成分發生變化，也引起隱性的交代變質。在高溫度地幔下，固態擴散作用也可以使在熔體管道附近數十厘米的岩石地改變。例如在輝石岩脈的附近，礦物成分具有梯度變化。 
標準交代變質交代作用會導致閃石和金雲母的形成，橄欖岩中的捕虏岩有這些礦物，就證明地幔中有交代變質。橄欖岩中不太常見的礦物，例如白雲石、方解石、鈦鐵礦、金紅石和阿莫爾鈣石，也證明地幔中有交代變質作用。

## 交代變變質組合類型
根據熱液對礦床中的岩石變質的影響，可歸納出交代變質的類型，代表不同交代變質的紋理和礦物的組合。
1. 青盘變質相 (Propylitic alteration)是由含鐵和含硫的熱液而造成的引起的，綠簾石-綠泥石-黃鐵礦，伴有赤鐵礦和磁鐵礦的變質相。
2. 鈉長石-綠簾石變質相是由富含鈉和鈣的含矽熱液造成的，
3. 鉀元素變質相，在斑岩銅礦和金礦床中常見，導致雲母和鉀礦物的產生。例如在富鐵岩石中的黑雲母、在長英質岩石中的白雲母或絹雲母，以及在正長石的變質，通常普遍有明顯的鮭魚粉色變質鑲邊。
4. 石英-絹雲母-黃鐵礦變質相，這在斑岩銅和斑岩鉬礦床中很常見。變質相即成脈狀堆積，亦可分散狀沉積。該變質相的特徵是絹雲母取代斜長石和黑雲母。。
5. 泥質變質相是一種在離斑岩礦床的遠處區域的低溫組合。在變質相中，長石和其他一些礦物被轉化為粘土礦物，如高嶺石和伊利石。該變質相能蓋在高溫度的變質相之上[5]。

稀有類型的熱液流體，例如高碳熱液及二氧化矽-赤鐵礦熱液，前者能導致典型的鈣矽酸鹽母岩的高度碳化反應，後者能造成碧玉、曼托礦床以及在白雲岩地層中普遍的矽化帶。 在 Papoose Flat 石英二長岩中，正長石和石英的斑状变晶取代在花崗岩體的圍岩中受應力的礦物。